# Liten kornlöpare
Liten kornlöpare (Amara tibialis) är en skalbagge i familjen jordlöpare.
Det är en liten (4,4-5,7 millimeter) mörk jordlöpare. Ser ut som en mindre upplaga av guldkornlöpare och lever även på samma platser som denna art. Den är alltså en sand eller grusmarksart. Den finns över större delen av landet även om den är vanligast i de södra delarna.